# U-574
U-574 – niemiecki okręt podwodny typu VIIC z okresu II wojny światowej. Okręt wypierał 769 ton w położeniu nawodnym i 871 ton pod wodą, a jego główną bronią było 14 torped kalibru 533 mm wystrzeliwanych z pięciu wewnętrznych wyrzutni. Jednostka rozwijała na powierzchni prędkość ponad 17 węzłów, osiągając zasięg 8500 Mm przy prędkości 10 węzłów.
Jednostka została zwodowana 12 kwietnia 1941 roku w stoczni Blohm & Voss w Hamburgu, a 12 czerwca 1941 roku wcielono ją do służby w Kriegsmarine. Pływając w składzie 1. Flotylli U-Bootów, okręt podczas pierwszego atlantyckiego patrolu 19 grudnia 1941 roku zatopił na zachód od Lizbony brytyjski niszczyciel HMS „Stanley” o wyporności 1190 ton, po czym niedługo po tym sam został zatopiony przez brytyjski slup HMS „Stork”.

## Projekt i budowa
Jednostki typu VIIC były kolejnym ewolucyjnym ulepszeniem najliczniej budowanych w Niemczech okrętów typu VII. Poprzednik – typ VIIB – miał zbyt mały zasięg i za mało miejsca pod pokładem, by móc zainstalować sonar. Opracowany w 1938 roku projekt nowego okrętu różnił się od poprzedniej wersji m.in. zwiększoną grubością blach kadłuba sztywnego (z 16 do 18,5 mm, co zwiększyło maksymalną głębokość zanurzenia z 200 metrów do 250–280 metrów), przedłużeniem kadłuba o 60 cm i kiosku o 30 cm oraz powiększeniem zbiorników paliwa o 5,4 m³, co poprawiło zasięg. Powiększone rozmiary pozwoliły na instalację aktywnego sonaru S-Gerät, uzupełniając pasywny Gruppenhorchgerät (GHG). Do zakończenia wojny do służby weszło 568 okrętów typu VIIC .
U-574 zamówiono 24 października 1939 roku . Został zbudowany w stoczni Blohm & Voss w Hamburgu jako jeden z 171 okrętów typu VIIC zamówionych w tej wytwórni . U-574 otrzymał numer stoczniowy 550 (Werk 550) . Stępkę okrętu położono 15 czerwca 1940 roku, a zwodowany został 12 kwietnia 1941 roku .

## Dane taktyczno-techniczne
U-574 był średniej wielkości okrętem podwodnym o konstrukcji dwukadłubowej. Długość całkowita wynosiła 67,1 metra, szerokość 6,2 metra i zanurzenie 4,74 metra . Wysokość (od stępki do szczytu kiosku) wynosiła 9,6 metra . Wykonany ze stali pancernej CM 351 o grubości 18,5 mm kadłub sztywny miał 50,5 metra długości i 4,7 metra szerokości. Podzielony był grodziami na sześć przedziałów wodoszczelnych: (od dziobu): I – przedział torpedowy ze sterami głębokości oraz GHG, II – przedział akumulatorów wraz z pomieszczeniami załogi, magazynem amunicji i toaletą, III – centrala z pomieszczeniem wielofunkcyjnym (mieszczącym drugą baterię akumulatorów, pomieszczenia załogi i kambuz), IV – przedział silników spalinowych, V – przedział silników elektrycznych, VI – rufowy przedział torpedowy ze sterami kierunku i głębokości. Kadłub ciśnieniowy otoczony był kadłubem lekkim wykonanym z blach o grubości 4–8 mm. Wyporność w położeniu nawodnym wynosiła 769 ton, a w zanurzeniu 871 ton.
Okręt napędzany był na powierzchni przez dwa 6-cylindrowe, czterosuwowe silniki wysokoprężne Krupp-Germaniawerft F46 z doładowaniem o łącznej mocy 3200 KM przy 470-490 obr./min, a pod wodą poruszał się dzięki dwóm silnikom elektrycznym prądu stałego BBC GG UB720/8 o łącznej mocy 750 KM przy 295 obr./min . Dwa wały napędowe obracały dwie śruby, zapewniając maksymalną prędkość 17–17,6 węzła na powierzchni i 7,6 węzła w zanurzeniu . Zasięg wynosił 8500 Mm przy prędkości 10 węzłów w położeniu nawodnym (3250 Mm przy prędkości maksymalnej) oraz 80 Mm przy prędkości 4 węzłów pod wodą (130 Mm przy 2 węzłach). Zbiorniki mieściły 113,47 tony paliwa, a energia elektryczna magazynowana była w dwóch bateriach akumulatorów AFA 33 MAL 800 E po 62 ogniwa o łącznej pojemności 9160 Ah, masie 62 tony i czasie rozładowania 20 godzin. Zanurzenie testowe okrętu wynosiło 100 metrów, a głębokość zgniecenia 250–280 metrów .
Okręt wyposażony był w pięć wyrzutni torped kalibru 533 mm (cztery na dziobie i jedną rufową), z łącznym zapasem 14 torped (wymiennie okręt mógł przenosić 26 min typu TMA lub 39 min typu TMB). Uzbrojenie artyleryjskie stanowiło umieszczone przed kioskiem działo pokładowe kalibru 88 mm SK C/35 L/45, z zapasem amunicji wynoszącym 220–250 naboi oraz pojedyncze działko przeciwlotnicze kalibru 20 mm C/38 L/65 . Jednostka wyposażona też była w pasywny sonar GHG i aktywny S-Gerät, a do obserwacji służyły dwa peryskopy Zeissa: bojowy i nocny .
Załoga okrętu składała się z czterech oficerów oraz 40 podoficerów i marynarzy.

## Służba
U-574 został wcielony do służby w Kriegsmarine 12 czerwca 1941 roku . Dowództwo okrętu objął por. mar. (niem. Oberleutnant zur See) Dietrich Gengelbach . U-Boot otrzymał numer poczty polowej M 43 973. Do 1 listopada 1941 roku załoga jednostki przechodziła szkolenie w składzie 1. Flotylli operując z Kilonii .

### Pierwszy rejs bojowy i utrata okrętu
1 listopada 1941 roku U-574 osiągnął gotowość bojową, pozostając nadal w składzie 1. Flotylli U-Bootów . 8 listopada wyszedł z Kilonii, udając się w swój pierwszy wojenny atlantycki rejs . W dniach 14 listopada – 1 grudnia wchodził w skład wilczego stada „Steuben” . 11 grudnia w tajemnicy zawinął do neutralnego hiszpańskiego portu Vigo, gdzie uzupełnił zapasy paliwa . 14 grudnia został przyporządkowany do wilczego stada „Seeräuber”, które powstało w celu zaatakowania zmierzającego z Gibraltaru na Wyspy Brytyjskie konwoju HG-76 . 17 grudnia U-574, U-107, U-108 i U-131 zajęły pozycje w pobliżu konwoju. 19 grudnia w odległości około 330 Mm na zachód od Sines U-574 wykrył płynący na końcu konwoju HG-76 brytyjski niszczyciel HMS „Stanley” (I73) (1190 ton), w kierunku którego o godzinie 4:15 wystrzelił trzy torpedy . Trafiony dwiema torpedami niszczyciel natychmiast zatonął na pozycji 38°12′N 17°23′W/38,200000 -17,383333, a na jego pokładzie zginęło 136 z liczącej 161 osób załogi .
9 minut później U-574 został zaatakowany serią 15 bomb głębinowych przez dowodzony przez komandora (ang. Captain) Frederica Johna Walkera slup HMS „Stork” (L81) i zmuszony do wynurzenia, po czym ostrzelany i po 11-minutowej pogoni staranowany, a następnie znów obrzucony nastawionymi na niewielką głębokość bombami głębinowymi. U-Boot zatonął na pozycji 38°12′N 17°23′W/38,200000 -17,383333, a z liczącej 44 osób załogi zginęło 28 marynarzy, w tym dowódca, a pozostałych 16 trafiło do niewoli .